# TV Werne
Der Turnverein Werne 03 e. V. ist mit über 3000 Mitgliedern der größte Sportverein im westfälischen Werne.

## Geschichte
Der Verein wurde 1903 gegründet und ist damit Wernes ältester Sportverein. In seinen Anfangsjahren war er besonders durch seine Turner bekannt, die den Ausschlag für die Vereinsgründung gaben. In den 1930er und 1950er Jahren zeichnete sich der Turnverein durch seine Erfolge beim Feldhandball aus.
Später dominierten die Wasserballer, die in den 1970er Jahren sogar einen deutschen Meistertitel in der heimischen Sole holen konnten. In den 1990er Jahren schafften sie noch einmal für ein Jahr den Sprung in die Bundesliga. Im Sommer 2005 zog sich der Verein aus der 2. Bundesliga zurück.
Die Basketballer schafften zuletzt in der Saison 2004/05 den Sprung in die 1. Regionalliga, die damals die 3. Liga war. Seit der Saison 2005/06 spielen sie in der 2. Regionalliga.
Die Volleyball-Frauen stiegen 2010 in die 2. Bundesliga auf. Davor spielten sie 2009/10 in der Regionalliga. Bei ihrem ersten Regionalliga-Gastspiel 2004/05 stiegen sie innerhalb von zwei Jahren bis in die Verbandsliga ab, um anschließend wieder direkt zwei Mal aufzusteigen.

## Geschäftsstelle
Seit dem Jahr 2004 hat der TV auch eine eigene Geschäftsstelle in der Werner Innenstadt.

## Abteilungen

### Basketball
Der TV Werne Basketball e. V. ist ein eigenständiger Verein im TV Werne. Die Herrenmannschaft spielte in der Saison 2009/10 in der 2. Regionalliga des Westdeutschen Basketball-Verbandes. In den vergangenen Jahren gelang dreimal der Aufstieg in die 1. Regionalliga, worauf jedes Mal wieder der sportliche oder freiwillige Abstieg folgte. Dabei baut der Verein seit Jahren auf ein erfolgreiches Jugendkonzept. Mit der Meisterschaft in der Saison 2009/10 folgt für die Saison 2010/11 erneut die Teilnahme in der 1. Regionalliga West. Nach der Saison 2012/13 zog sich die Herrenmannschaft in der Oberliga zurück. Nachdem die Frauen seit Jahren in der Oberliga spielten, folgte nach der Saison 2008/09 der freiwillige Abstieg in die Landesliga.

### Wasserfreunde
Auch die TV Werne Wasserfreunde e. V. sind ein eigenständiger Verein. Darin bestehen die Unterabteilungen Wasserball, Schwimmen und Triathlon. Die Wasserballer sind deutscher Rekordsieger bei den bis 1972 ausgetragenen Titelkämpfen für „Vereine ohne Winterbad“ (VoW), an denen Vereine ohne ein Hallenbad im Gemeindegebiet teilnahmen.
Momentan besteht die 1. Mannschaft der Wasserballer hauptsächlich aus älteren Aktiven, die schon lange Wasserball im TVW spielen. Bis zum Jahr 2005 stieg die Mannschaft zwischen Regional- und 2. Bundesliga mehrmals auf und ab.
Die Schwimmer machen hauptsächlich durch lokale und einige wenige regionale Erfolge auf sich aufmerksam. Die Abteilung der Triathleten wurde im Sommer 2007 gegründet.

### Handball
Die Handballer-Frauen spielen seit 2008 in der Landesliga, die Herren stiegen 2012 in die Kreisliga auf.

### Volleyball
Die Volleyball-Frauen spielten 2010/11 in der 2. Volleyball-Bundesliga und ab 2012 in der Regionalliga West.

### Badminton
Die Abteilung Badminton des TV Werne wurde 1980 gegründet. Seit dieser Zeit nahm die Zahl der Mitglieder stetig zu und ist momentan auf etwa 130 angewachsen.
In der aktuellen Spielzeit 2011/12 sind zehn Mannschaften in verschiedenen Spielklassen aktiv:
Sechs Seniorenmannschaften, eine Jugendmannschaft, eine Schülermannschaft und zwei Minimannschaften.

### Weitere Abteilungen
- Hockey
- Judo
- Leichtathletik
- Tea Kwon Do
- Tauchen
- Turnen